# Hynix
SK hynix Inc. (кор. 하이닉스, «Хайникс») — южнокорейская компания, специализирующаяся на производстве полупроводниковой памяти типа DRAM (включая HBM) и NAND. По данным Gartner, в 2024 году SK hynix была 4-й крупнейшей полупроводниковой компанией с долей на мировом рынке 6,8 % (после Samsung Electronics, Intel и Nvidia). В 2025 году вышла на первое место в мире по производству памяти DRAM с долей 36 %. В списке крупнейших публичных компаний мира Forbes Global 2000 за 2025 год заняла 155-е место.
Компания была основана в 1983 году под названием Hyundai Electronic Industrial Co., Ltd. (более известное название — Hyundai Electronics). Производственные площадки находятся в Республике Корея, США, Китае и Тайване. В 2012 году главным акционером компании становится SK Telecom, и Hynix объединяется с SK Group, вторым крупнейшим чеболем в Республике Корея.
Акции компании торгуются на Корейской фондовой бирже, глобальные депозитарные акции котируются на Люксембургской фондовой бирже.

## История
- 1949 — компания зарегистрирована в соответствии с законодательством Республики Корея.
- 1983 — основание компании под названием Hyundai Electronics Industries Co., Ltd. (Название Hynix происходит от Hyundai Electronics).
- 1985 — начало серийного производства 256K DRAM.
- 1986 — повсеместная продажа Blue Chip PC производства Hyundai в дискаунтерах и магазинах игрушек в США. Blue Chip PC — один из ранних ПК, предназначенных для потребителей, а не для бизнеса.[9]
- 1993 — приобретение компании Maxtor (крупный американский производитель жёстких дисков).
- 1996 — первичное размещение акций на Корейской фондовой бирже.
- 1999 — слияние с компанией LG Semiconductor Co., Ltd.
- 2000 — отделение компаний Hyundai Image Quest, Hyundai Autonet, Hyundai Calibration & Certification Technologies.
- 2001 — компания переименована в Hynix Semiconductor Inc.; отделение компаний Hyundai Syscomm, Hyundai CuriTel, Hyundai Networks; завершение отделения от Hyundai Group.
- 2002 — продажа HYDIS, подразделения TFT-LCD.
- 2006 — зарегистрирован самый высокий годовой доход с момента основания; создана глобальная производственная сеть и открытие Hynix-ST Semiconductor Inc., дочерней компании Hynix в Китае.
- 2007 — Jong-Kap Kim назначен председателем и генеральным директором компании.
- 2009 — компания выставлена на продажу после невыполнения обязательств по кредиту с последующей передачей части собственности в счет погашения долга.
- 2010 — штраф в размере 51,47 миллиона евро за ценовой сговор с восемью другими производителями чипов памяти[10]. В январе 2010г Hynix Semiconductor Inc. выставляется на продажу на аукционе (оценена примерно в 3 миллиардов долларов США)[11][12]. 31 августа 2010 г. Компания HP объявила о сотрудничестве с Hynix с целью серийного производства мемристоров (производство было запланировано на 2013 год).[13]
- 2012 — SK Group, третий по величине конгломерат в Республике Корея, приобретает 21,05 % акций Hynix.[14] SK hynix приобретает компанию Link_A_Media Devices в США, а также компанию Ideaflash S.r.l в Италии.
- 2013 — в результате крупного пожара на двух фабриках в Китае производство на этих фабриках было временно приостановлено.[15] SK hynix приобретает подразделение компании Innostor Technology в Тайване.
- 2014 — SK hynix приобретает подразделение разработки встроенного программного обеспечения компании Softeq Development в Минске[16][17] и подразделение компании Violin Memory в США.
- 2020 — SK hynix заявил о покупке бизнеса Intel по производству NAND-памяти[18][19], а в августе 2022 года установила мировой рекорд, выпустив 238-слойную флеш-память[20][21].
- 2025 — SK Hynix обошла Samsung Electronics и впервые стала крупнейшим в мире производителем высокопропускной памяти[2][3].

## Деятельность

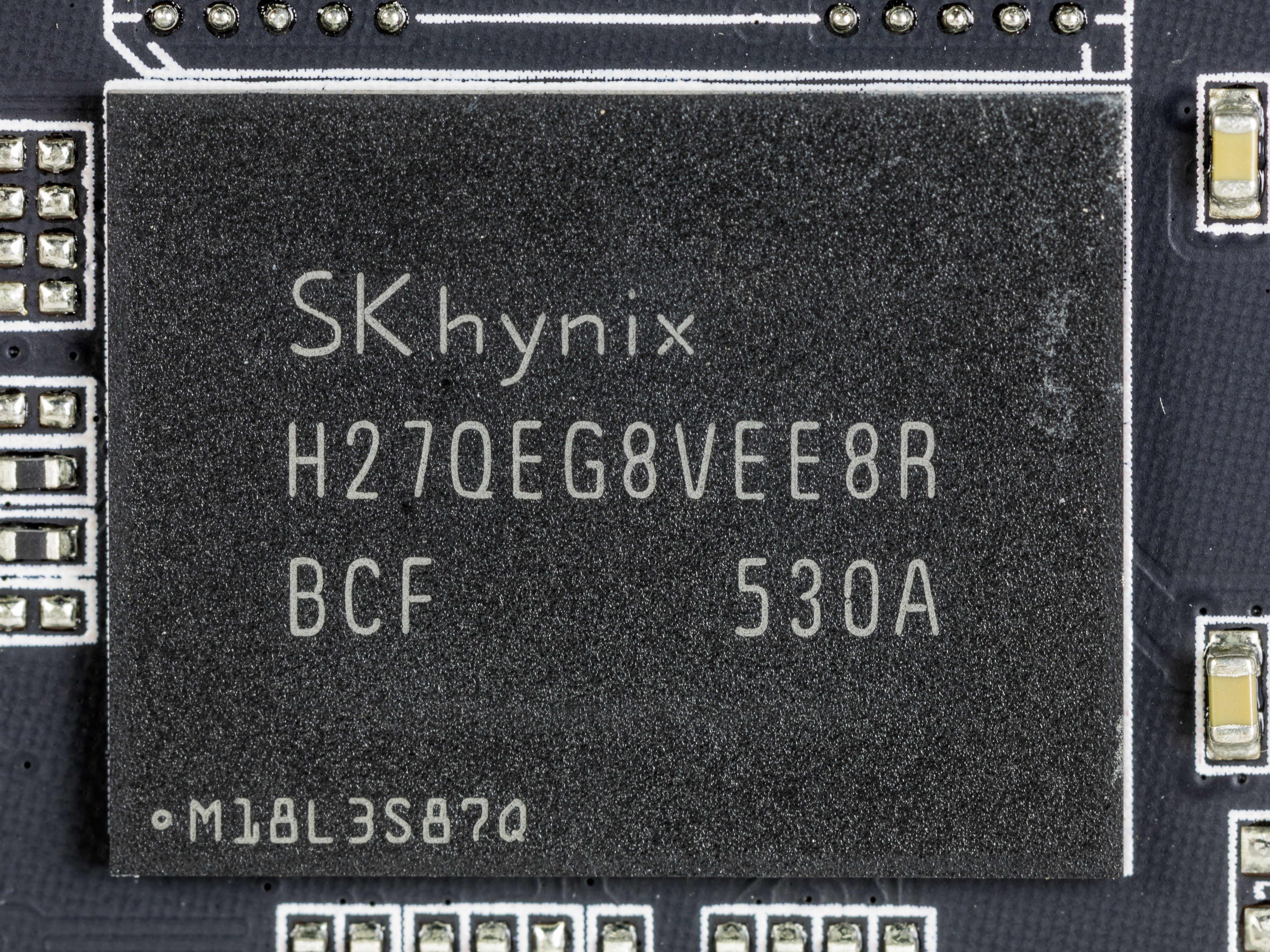
Модуль памяти NAND твердотельного накопителя Intenso

Основные категории продукции SK hynix:
- оперативная память типа DRAM[2] для вычислительных устройств, бытовой электроники, сетевых устройств и графических ускорителей
  - высокопропускная память HBM (62 % мирового рынка[2][3] и 77 % выручки компании[22]);
- энергонезависимая память NAND flash[2], в том числе для мобильных устройств
  - твердотельные накопители (SSD) на основе NAND flash;
- многокристальные модули[англ.] — сборки из нескольких микросхем, размещённых вертикально в одном корпусе;
- фотоматрицы КМОП.

Выручка компании за 2024 год составила 66,2 трлн вон ($47,6 млрд), из них на США пришлось 63 %, на КНР — 23 %, на Южную Корею — 3 %, на остальную Азию — 8 %, на Европу — 2 %.
Производственные мощности имеются в Республике Корея (Ичхон и Чхонджу) и Китае (Уси и Чунцин). Научно-исследовательские центры расположены в Корее (Пундангу), США (Сан-Хосе), Тайване (Чжубэй) и Японии (Токио).

### Рынок

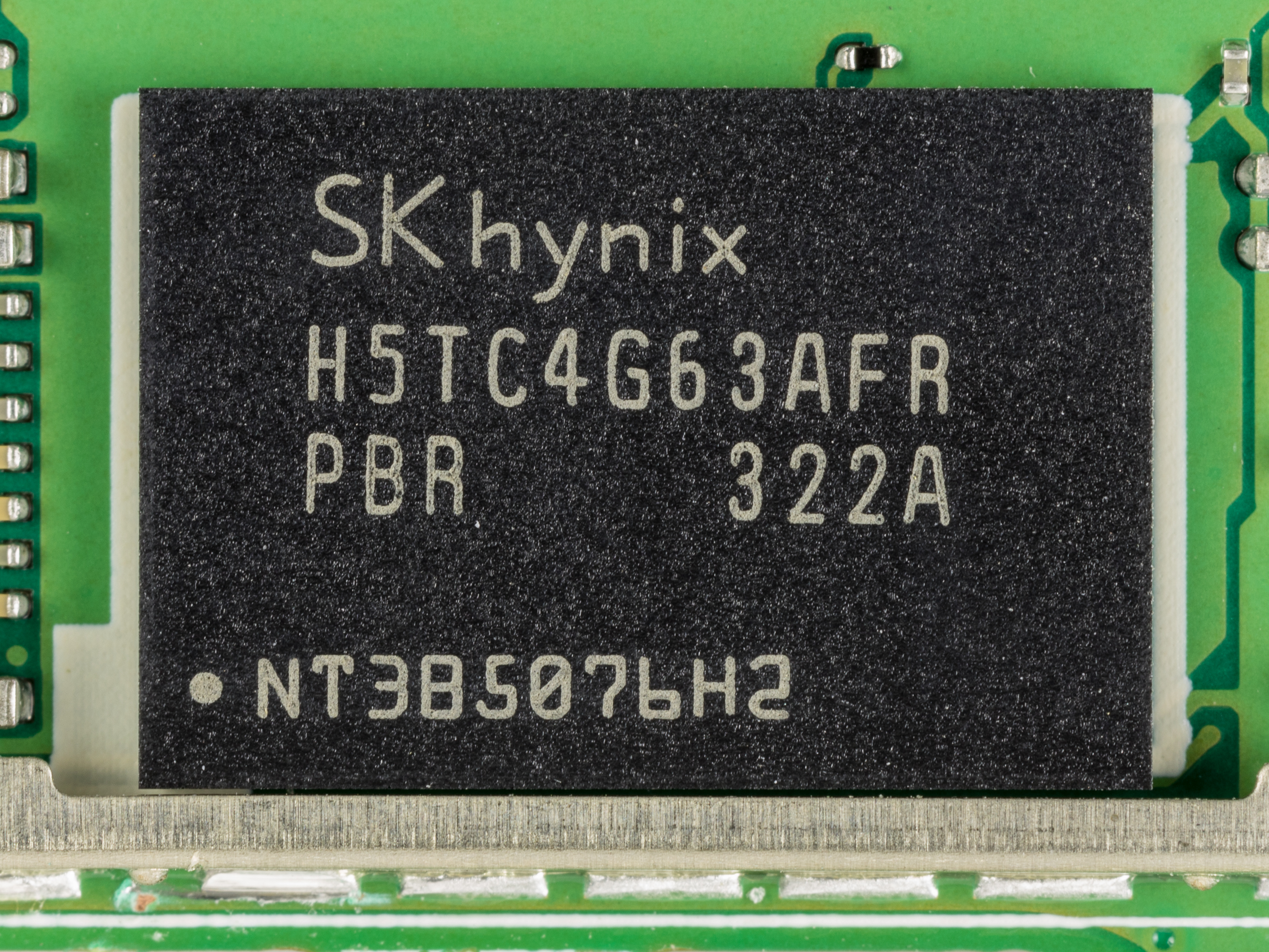
Чип NAND планшета Nexus 7

Память производства Hynix используется компанией Apple на некоторых компьютерах iMac, MacBook и MacBook Pro. Микропроцессор Apple A9, поставляемый вместе с модулем RAM, считается «тем же, что и мобильный DRAM LPDDR4 размером 2 Гб в iPhone 6s». Память Hynix используется в планшетах Nexus 7 (2012) и Nexus 7 (2013), разработанных Google в сотрудничестве с Asus, ОЕМ-поставщиком для серверов IBM System x, в настольных компьютерах, ноутбуках и ASUS Eee PC. Компании Dell, HP Inc.и Hewlett Packard Enterprise (последние две образовались в результате разделения Hewlett-Packard) использовали память Hynix в качестве ОЕМ-оборудования. Память Hynix также используется в DVD-проигрывателях, сотовых телефонах, ресиверах цифрового телевидения, сетевом оборудовании и жёстких дисках.
Компания является ключевым поставщиком чипов HBM для Nvidia, в частности, для графического процессора Blackwell.